# E bine să nu fie rău
E bine să nu fie rău este un film românesc din 2015 regizat de Sinișa Dragin. Rolurile principale au fost interpretate de actorii Richard Hladik, Ioana Bugarin.

## Distribuție
Distribuția filmului este alcătuită din:
- Coca Bloos
- Richard Hladik
- Ioana Bugarin